# وچین
سیدعلی خامنه‌ای رهبر ایران
وچین یک روستا در ایران است که در دهستان سنجبد شمالی واقع شده‌است. وچین ۱۰۱ نفر جمعیت دارد.
خانواده های مرسلی و قاسمی از ساکنین اولیه این روستا میباشند